# Paula Francisco Coelho
Paula Cristina Francisco Coelho (Luanda, 7 de julho de 1981) é uma conservacionista e política angolana, filiada ao Movimento Popular de Libertação de Angola (MPLA).

## Percurso
Paula Francisco é licenciada em gestão de áreas de conservação pela Universidade de Tecnologia de Tshwane, na África do Sul.
Foi nomeada ministra do Ambiente da República de Angola em setembro de 2017, sob o governo João Lourenço. Antes do seu mandato como ministra do Ambiente, ela foi secretária de Estado para Biodiversidade e Áreas de Conservação.
Ela iniciou o seu trabalho no Ministério do Ambiente como técnica, tornando-se posteriormente Diretora Nacional de Biodiversidade. Durante a sua extensiva experiência trabalhando com os desafios ambientais em Angola, ela coordenou diversos projetos relacionados à biodiversidade, às mudanças climáticas, à gestão de resíduos e à conservação de solos e água.  
As prioridades no seu mandato são a educação ambiental, a gestão de resíduos e o fortalecimento de políticas relacionadas à vida selvagem.
É membro do Comité Central do Movimento Popular de Libertação de Angola e da Organização da Mulher Angolana (OMA).
Foi Ministra do Ambiente de Angola entre 2017 e 2020 e Secretária de Estado para Acção Climática e Desenvolvimento Sustentável entre 2022 e 2024.